# Kim Bo-Ram
Kim Bo-Ram (en coreano: 김보람; 9 de abril de 1973) es un deportista surcoreano que compitió en tiro con arco, en la modalidad de arco recurvo.
Participó en los Juegos Olímpicos de Atlanta 1996, obteniendo una medalla de plata en la prueba por equipo. Ganó dos medallas en el Campeonato Mundial de Tiro con Arco al Aire Libre, oro en 1997 y plata en 1999.

## Palmarés internacional
| Juegos Olímpicos                 | Juegos Olímpicos         | Juegos Olímpicos | Juegos Olímpicos |
| Año                              | Lugar                    | Medalla          | Prueba           |
| -------------------------------- | ------------------------ | ---------------- | ---------------- |
| 1996                             | Atlanta (Estados Unidos) | Medalla de plata | Equipo           |
| Campeonato Mundial al Aire Libre |                          |                  |                  |
| Año                              | Lugar                    | Medalla          | Prueba           |
| 1997                             | Victoria (Canadá)        | Medalla de oro   | Equipo           |
| 1999                             | Riom (Francia)           | Medalla de plata | Equipo           |